# 奧蘭治鬚蟾鰧
奧蘭治鬚蟾鰧為輻鰭魚綱鱸形目南極魚亞目阿氏龍鰧科的其中一種，分布於南冰洋威德爾海海域，棲息深度420-670公尺，體長可達16.4公分，為底棲性魚類，屬肉食性，生活習性不明。

## 擴展閱讀
維基物種上的相關：奧蘭治鬚蟾鰧